# Hajsam Faruk
Hajsam Faruk Abu Alu, Haytham Farouk Abuelw (arab. هيثم فاروق أبو علو, ur. 4 stycznia 1971 w Aleksandrii) – były egipski piłkarz grający na pozycji obrońcy. Wystąpił w eliminacjach do MŚ 1998 i jednym meczu IO 1992 w Barcelonie.

## Osiągnięcia
- Afrykański Puchar Zdobywców Pucharów 2000[4]